# Ординці (Вінницький район)
Орди́нці — село в Україні, у Погребищенській міській громаді Вінницького району Вінницької області. Згідно з всеукраїнським переписом населення 2001 року населення становить 502 особи.

## Географія
Біля села розташовані витоки річки Рось, яка протікає селом.
Біля села знаходиться гідрологічний заказник місцевого значення Зелені криниці.

## Символіка

### Герб
У червоному щиті дві срібні геральдичні троянди з золотими серцевиною і листочками в балку, що супроводжуються зверху золотим розширеним хрестом, а знизу - золотим глечиком.

### Прапор
Квадратне полотнище складається з двох рівних вертикальних смуг червоного та зеленого кольорів. У центрі полотнища дві білих стріли з жовтими наконечниками і оперенням, покладені в косий хрест, зверху жовтий розширений хрест, з обох боків два білих півмісяця ріжками всередину, знизу - жовтий глечик.

## Історія
За легендою, село отримало назву від перших поселенців — тюркських племен, котрі оселились на території нинішнього села після розпаду Золотої Орди та згодом увійшли до складу українського народу. Орди́нець — «член орди».
Відомо, що за часів Київської Русі в басейні річки Рось були розселені чисельні тюркські племена, які згадуються під загальною назвою чорні клобуки.
Під час організованого радянською владою Голодомору 1932—1933 років померло щонайменше 215 жителів села.
Під час Другої світової війни у другій половині липня 1941 року село було зайняте німецькими військами. Червоною армією село було зайняте 1 січня 1944 року. Вінниччина в період Великої вітчизняної війни 1941—1945 рр. Хроніка подій. — К.: Наукова думка, 1965. — С. 47. 
12 червня 2020 року, відповідно до розпорядження Кабінету Міністрів України № 707-р «Про визначення адміністративних центрів та затвердження територій територіальних громад Вінницької області», увійшло до складу Погребищенської міської громади.
19 липня 2020 року, в результаті адміністративно-територіальної реформи та ліквідації Погребищенського району, село увійшло до складу Вінницького району.

## Населення
За даними перепису 2001 року кількість наявного населення села становила 505 осіб, із них 99,20 % зазначили рідною мову українську, 0,80 % — російську.
| Рік            | 1989 | 2001 |
| -------------- | ---- | ---- |
| Кількість осіб | 610  | 505  |

### Мова
Розподіл населення за рідною мовою за даними перепису 2001 року:
| Мова       | Відсоток |
| ---------- | -------- |
| українська | 99,2%    |
| російська  | 0,824%   |

## Відомі особистості
В Ординцях народилися:
- Михайло Мельник, український історик, поет, дисидент, учасник Української Гельсінської групи.
- Пастухов Євген Микитович — український радянський діяч, вибійник шахти «Чигарі» тресту «Дзержинськвугілля» Сталінської області. Депутат Верховної Ради УРСР 2-го скликання.

## Культурно-мистецькі заходи
Серед традиційних культурно-мистецьких заходів краю вирізняються фольклорні свята «Світанки над Россю» та «Намисто Настиних пісень» в с. Ординці, присвячені Н. А. Присяжнюк. 2008 року відбувся черговий фольклорний фестиваль «Світанки над Россю», на якому виступили фольклорні колективи кожної територіальної громади Погребищенського району, представивши, зокрема, постановки українських обрядів (зустрічі весни, Івана Купала, обжинки, свято Калити, Новорічний цикл свят, весілля, жарти тощо). Також під час заходу всім бажаючим пропонувалася виставка декоративно-прикладного мистецтва краю.